# 室女座50
室女座50，又名BD-09 3636，HD 114287、SAO 157760、HR 4961，是室女座的一颗恒星，视星等为5.94，位于銀經310.31，銀緯52.28，其B1900.0坐标为赤經13h 4m 31.1s，赤緯-9° 52.28′ 45″。